# Salsein
Salsein település Franciaországban, Ariège megyében. Lakosainak száma 46 fő (2022. január 1.). Salsein Argein, Audressein, Balacet, Sor, Bonac-Irazein és Bordes-Uchentein községekkel határos.

## Népesség
A település népessége az elmúlt években az alábbi módon változott:
| Lakosok száma | 56   | 35   | 30   | 46   | 44   | 46   | 44   | 47   | 48   | 46   |
|               | 1968 | 1982 | 1990 | 2006 | 2013 | 2015 | 2017 | 2019 | 2020 | 2022 |